# ГНУ дибагер
ГНУ дибагер (енгл. GNU Debugger), познатији као GDB или као gdb као се назива извршна датотека, је стандардан дебагер (испитивач) за ГНУ оперативни систем. Међутим, његова употреба није искључиво ограничен на ГНУ оперативни систем. То је преносив (енгл. portable) дебагер који ради на многим униксоликим системима и користи се за многе програмске језике, укључујући Аду, C, C++, Objective-C, Free Pascal, Фортран, Јаву.